# Вацин
Вацин (пол. Wacyn) — село в Польщі, у гміні Закшев Радомського повіту Мазовецького воєводства. Населення — 985 осіб (2011).
У 1975-1998 роках село належало до Радомського воєводства.

## Демографія
Демографічна структура станом на 31 березня 2011 року:
|          | Загалом | Допрацездатний вік | Працездатний вік | Постпрацездатний вік |
| -------- | ------- | ------------------ | ---------------- | -------------------- |
| Чоловіки | 489     | 126                | 336              | 27                   |
| Жінки    | 496     | 107                | 317              | 72                   |
| Разом    | 985     | 233                | 653              | 99                   |